# Małyj Żemczug
Małyj Żemczug (ros. Малый Жемчуг) – osiedle w Rosji, w Buriacji, w rejonie tunkińskim. W 2021 liczyło 49 mieszkańców.